# Scharhörn
Scharhörn egy lakatlan németországi turzás-sziget a Watt-tengerben, egyike a három Hamburg tartomány fennhatósága alá eső szigetnek. Scharhörn 15 kilométernyire északnyugatra fekszik Cuxhaven várostól és 4 kilométernyire Neuwerk-szigettől. A sziget területe 20 hektár, amely teljes egészében a Hamburgi Watt-tenger Nemzeti Park legszigorúbban védett zónájába tartozik.

## Története
A sziget nevét elsőként 1466-ban említették. A homokpad a közeli Neuwerkkel együtt kezdetektől fogva Hamburghoz tartozott. A sziget története során többször eltűnt, legutóbb a 19. század közepén jelent meg. A sziget magassága 1868-ban 2,2 méterrel, tíz évvel később már 5,4 méterrel volt az átlagos tengerszint fölött. Scharhörn gyorsan növekedett, 1929-ben területe már 4 hektáros volt. Scharhörnt az 1937-es Nagy-Hamburg törvény életbe lépésével elválasztották a Hanza-várostól és Hannover tartomány területéhez csatolták. 1947-ben az újraszervezett Alsó-Szászországhoz került, így 1949-ben az NSZK része lett. 1969-ben Hamburg egy államszerződés keretében visszakapta a területet, hogy a szigeten egy mély vizű kikötőt építsen az egyre nagyobb hajók számára. A tervezett kikötő 6000 hektáros lett volna, amit az Elba torkolatából kikotort homokkal töltöttek volna fel, hogy a vihardagályszint feletti magasságot elérjék. Tervbe vették, hogy Scharhörnt egy hosszú töltéssel a szárazföldhöz csatolják. A szigetet tönkretevő terv ellen azonban élénk tiltakozás kezdődött, így Hamburg visszalépett a terv megvalósításától, de a város területrendezési tervében még szerepel.

## Természeti értékei
Scharhörn ugyanazon a homokpadon fekszik, mint Neuwerk és a közeli Nigehörn. A sziget partvonala bizonytalan, a dagály magasságától függ, hogy mikor meddig emelkedik a víz. Scharhörn mozgó sziget. A turzás tetején lévő megkötetlen homokot a szél dűnékbe tornyozza, így a pionír növények megtelepedésére alkalmas térszínt képez. Ugyanakkor a sziget vándorol is. Nyugati partjait a tenger hullámverése bontja, keleti partjait építi, így Scharhörn lassan keleti-délkeleti irányba vándorol. A vándorlás sebessége 16 méter/év. A sziget egyike a világ legproduktívabb ökorendszereinek. A ragadozóktól elzárt szigeten számtalan madárfaj költ és fontos állomás a vándormadarak számára is. A sziget egyetlen építménye a madárvárta, amelyet az élővilágot megfigyelő tudósok használnak. A nyári időszakban a nemzeti park igazgatósága madárfigyelő túrákat szervez a szigetre.

## Külső hivatkozások
- Neuwerk-sziget honlapja
- A Jordsand egyesület honlapja
- Hamburgi Watt-tenger Nemzeti Park honlapja